# Jeddah Metro
Die Jeddah Metro ist ein U-Bahn-System, das seit 2014 in der Stadt Dschidda in Saudi-Arabien gebaut wird. Bis mindestens 2025 werden mehrere Linien gebaut, die den Anteil der Pendler der Stadt im öffentlichen Verkehr von derzeit 1 % bis 2 % auf 30 % erhöhen sollen.

## Geschichte
Die Jeddah Metro wurde ab 2010 durch das saudische Transportministerium geplant und 2013 durch die saudische Regierung genehmigt. 2014 wurde das Unternehmen SYSTRA, das das Projekt 2020 fertigstellen sollte, als Generalunternehmer ausgewählt. Durch Komplikationen der COVID-19-Pandemie ist dieser Termin jedoch auf 2025 verschoben worden. Die Projektkosten wurden Ende 2024 auf 60 Milliarden USD geschätzt. Das britische Architekturbüro Foster + Partners ist für das Design der Stationen, Züge und das Branding verantwortlich. Die Metro soll weiterhin die Pilger nach Mekka bedienen, die von zwei bis drei Millionen in den Jahren 2019–2024 auf über 30 Millionen jährlich anwachsen sollen.

## Umfang
Die Jeddah Metro soll aus vier automatischen fahrerlosen U-Bahnlinien (MRT) mit einer Gesamtlänge von 152 km und 72 Haltestellen bestehen:
- Linie Grün (17 km Länge, 9 Haltestellen)
- Linie Blau (39,6 km Länge, 18 Haltestellen)[1]
- Linie Orange (44,8 km Länge, 29 Haltestellen)
- Linie Rot (58 km Länge; 24 Haltestellen)[8]

Dazu kommen drei Stadtbahnlinien (LRT), eine Straßenbahn und zwei Buslinien, sowie zwei Linien des Bus Rapid Transit (BRT), vier Linien von Hauptbuskorridoren und 21 Linien von Zubringerbussen und ein Fährservice (Tourism Water Bus).